# Sekundærrute 547
De Sekundærrute 547 is een secundaire weg in Denemarken. De weg loopt van Fausing via Vivild, Fjellerup en Glesborg naar Skiftenshøje. De Sekundærrute 547 loopt door Midden-Jutland en is ongeveer 35 kilometer lang.